# Souhvězdí Vlka
Vlk je souhvězdí na jižní obloze, na severním kraji Mléčné dráhy. Dá se snadno najít podle jasných hvězd alfa a beta souhvězdí Kentaura. Půlnoční horní kulminace připadá na začátek května.
Klasičtí autoři popisovali souhvězdí Lupus jako zvíře nabodnuté na Kentaurově kopí, obětované bohům na nedalekém oltáři Ara. V další verzi představovaly tyto hvězdy krále Lykáóna z Arkádie, který nabídl Diovi jídlo z lidského masa a byl za to proměněn ve vlka.

## Významné hvězdy
| Hvězda | Jméno | Hvězdná velikost |
| ------ | ----- | ---------------- |
| α Lup  |       | 2,3m             |
| β Lup  |       | 2,86m            |
| γ Lup  |       | 2,8m             |

Hlavní hvězda souhvězdí α Lup leží ve vzdálenosti 620 světelných let. Její dobrá viditelnost je dána tím, že je modrým obrem.